# Membrane mitochondriale externe
- ATP synthase ;
- espace intermembranaire mitochondrial ;
- matrice mitochondriale ;
- crêtes (cristae) ;
- ribosomes ;
- membrane mitochondriale interne ;
- membrane mitochondriale externe ;
- ADN mitochondrial.

La membrane mitochondriale externe est l'une des deux membranes des mitochondries. Avec la membrane mitochondriale interne, elle délimite l'espace intermembranaire mitochondrial. Elle a une épaisseur d'environ 6,0  à   7,5 nm et contient un ratio protéines sur phospholipides voisin de 1:1 en masse, semblable à celui de la membrane plasmique des eucaryotes. Elle contient de nombreuses protéines transmembranaires appelées porines qui créent des canaux larges d'environ 2  à   3 nm dans la membrane et permettent la circulation d'espèces chimiques — ions, molécules — de quelques kilodaltons — typiquement moins de 5 kDa. Les molécules plus grosses peuvent traverser cette membrane par transport actif à l'aide des protéines de transport membranaire mitochondriales, et les préprotéines sont importées à travers des complexes de translocases spécialisées.
La membrane mitochondriale externe contient également le cytochrome b5 et des enzymes impliquées dans des tâches aussi diverses que l'élongation des acides gras, l'oxydation de l'adrénaline, ou encore la dégradation du tryptophane. À la différence de la membrane interne, elle contient du cholestérol mais pas de cardiolipine.